# Dendrocopos macei
El pico de Macé (Dendrocopos macei) es =2 de mayo de 2014}}</ref> es una especie de ave piciforme de la familia Picidae que vive en la región Indomalaya. Anteriormente se consideraba que el pico de vientre veteado (Dendrocopos analis) era una subespecie de esta especie.

## Descripción

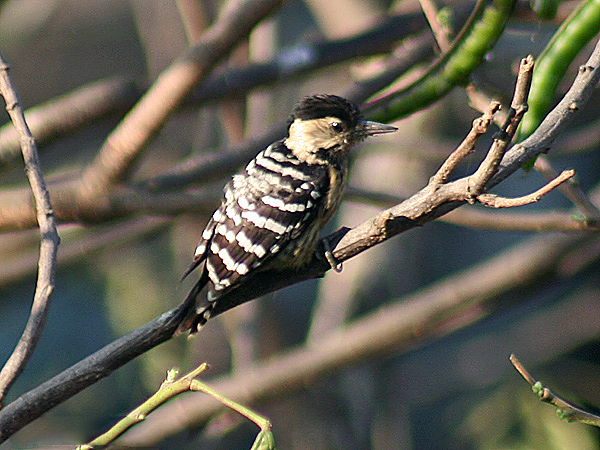
Hembra en Bengala Occidental, India.

El pico de Macé es un pájaro carpintero de tamaño medio. El plumaje de sus partes superiores es negro con listas blancas, mientras que sus partes inferiores son blanquecino anteadas con la parte inferior de la cola roja y cierto veteado gris más denso en los flancos. Sus mejillas son blanquecinas con largas bigoteras negras. Los machos tienen el píleo y la frente rojos, mientras que las hembras los tienen negros.

## Distribución y hábitat
Se encuentra en el sudeste asiático, tanto continental como en las islas de Java, Bali, el sur de Sumatra y las islas Andamán, además de los bosques de montaña del norte y este del subcontinente indio, distribuido por Bangladés, Bután, Nepal, India, Birmania e Indonesia.  
Su hábitats naturales son los bosques tropicales y subtropicales tanto de montaña como de regiones bajas.